# VCDHD

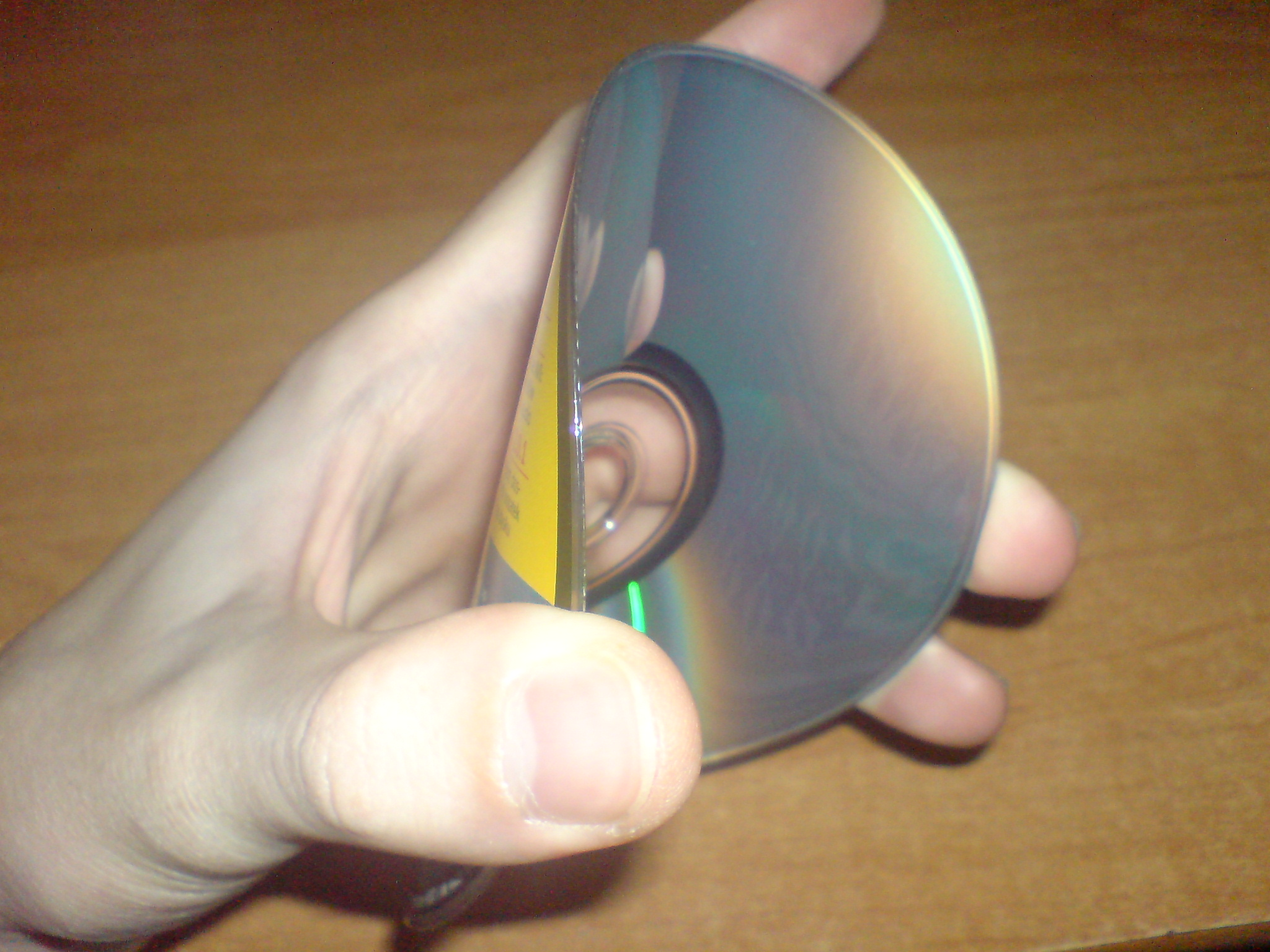
Płyty DVHD podatne są na zginanie

VCDHD (ang. Versatile Compact Disc High Density – ogólnego przeznaczenia dysk kompaktowy dużej gęstości) – standard zapisu danych na optycznym nośniku danych, podobnym do CD-ROM czy dysku DVD. Płytki tego formatu zachowują kompatybilność z odtwarzaczami standardu DVD. Pojemność dysku wynosi do 4,7 GB.
Jego cechy charakterystyczne to:
- dużo większa (w stosunku do dysków DVD) odporność na zarysowanie,
- dwa razy mniejsza grubość płyty w stosunku do standardowego DVD – 0,6 mm zamiast 1,2 mm (dla zachowania kompatybilności płyta ma na obwodzie otworu kołnierz standardowej grubości 1,2 mm),
- odporność na gięcie (płytę da się zwinąć w rulonik o obwodzie równym średnicy płyty).

Płyty tego formatu są tańsze od płyt DVD ze względu na krótki czas produkcji jednej płyty wynoszący około 2 sekund (dla porównania czas wytworzenia płyty DVD to około 6 sekund), a także mniejsze zużycie materiału. Płyty VCDHD można wytwarzać na liniach produkcyjnych przeznaczonych do produkcji CD, po przeprowadzeniu modernizacji.
Format jest kompatybilny ze wszystkimi produkowanymi obecnie odtwarzaczami DVD. Płyty tego typu są już do nabycia na Ukrainie oraz w Rosji, a od kwietnia 2011 roku również w Polsce (m.in. filmy z kolekcji dołączanej do gazety Super Express  Filmy Astrid Lindgren dostępny jako bezpłatny dodatek do jednej z gazet).
Autorem formatu jest Rosjanin Andriej Tropillo. Pierwszym producentem płyt VCDHD jest firma RostockCD z Kijowa.
W związku, iż w 100% Firma BAK pokryła koszty wdrożenia tego formatu nazwała płytę DVHD, która swoimi fizycznymi właściwościami jest różna od płyty VCDHD, format DVHD jest formatem nieakceptowaną zarówno przez rynek europejski jak i polski. W 2009 ruszyła produkcja płyt VCDHD przez firmę Corso z Kazimierzówki koło Lublina, która jest jedynym produktem, który odpowiada w 100% wytycznym właścicieli praw jak i patentów do płyt w formacie VCDHD.
Nie należy mylić formatu DVHD wraz z formatem VCDHD, który dzięki swoim właściwościom fizycznym jak i technicznym wyprzedza format DVHD (niepełnowartościowy odpowiednik płyty VCDHD).